# La stoffa dei sogni
La stoffa dei sogni è un film del 2016 diretto da Gianfranco Cabiddu e interpretato da Sergio Rubini e Ennio Fantastichini.
Il film è liberamente tratto dalla pièce L'arte della commedia di Eduardo De Filippo e alla sua traduzione in napoletano de La tempesta di William Shakespeare.

## Trama
Una tempesta scaraventa sull'isola prigione dell'Asinara un gruppetto eterogeneo di naufraghi: quattro camorristi, le due guardie che li stavano accompagnando in penitenziario, e i quattro membri di una compagnia teatrale di giro. Tre dei camorristi decidono di spacciarsi per teatranti, con l'aiuto (riluttante) del capocomico Oreste Campese, per sfuggire alla cattura da parte del direttore del carcere. Ma De Caro, il direttore, è uomo diffidente, e sospetta subito che la compagnia Campese ospiti qualcuno dei carcerandi sopravvissuti al naufragio.

## Distribuzione
Il film è stato distribuito nelle sale cinematografiche il 1º dicembre 2016.

## Riconoscimenti
- 2017 - David di Donatello
  - Migliore sceneggiatura adattata a Gianfranco Cabiddu, Ugo Chiti, Salvatore De Mola
  - Candidatura per il Migliore attore protagonista a Sergio Rubini
  - Candidatura per il Migliore attore non protagonista a Ennio Fantastichini
  - Candidatura per il Miglior musicista a Franco Piersanti
  - Candidatura per il Migliore scenografo a Livia Borgognoni
  - Candidatura per il Miglior costumista a Beatrice Giannini, Elisabetta Antico
  - Candidatura per il Miglior truccatore a Silvia Beltrani
  - Candidatura per il Miglior montatore a Alessio Doglione
  - Candidatura per il Miglior suono a Filippo Porcari, Federica Ripan, Claudio Spinelli, Marco Marinelli, Massimo Marinelli
- 2017 - Globo d'oro
  - Miglior film
  - Candidatura per la Migliore fotografia a Vincenzo Carpineta
- 2017 - Bobbio Film Festival
  - Premio "Gobbo d'oro" al miglior film